# Alte Burg Neufra
Die Alte Burg Neufra ist eine abgegangene Burg im Bereich des heutigen Stadtteils Neufra der Stadt Riedlingen im Landkreis Biberach in Baden-Württemberg.
Die nicht genau lokalisierbare Burg, vermutlich neben der Kirche gelegen, war im Besitz der Herren von Hornstein und könnte, wie auch die Neue Burg Neufra, ein Vorgängerbau des heutigen Schlosses Neufra gewesen sein.